# Batununggal (Cibadak)
Batununggal is een bestuurslaag in het regentschap Sukabumi van de provincie West-Java, Indonesië. Batununggal telt 7072 inwoners (volkstelling 2010).